# Trichomorpha eusema
Trichomorpha eusema är en mångfotingart som beskrevs av Chamberlin 1923. Trichomorpha eusema ingår i släktet Trichomorpha och familjen Chelodesmidae. Inga underarter finns listade i Catalogue of Life.